# Ilya Welter
Ilya Welter (* 1966 in Newton, Massachusetts; bürgerlich Ilya Wolf) ist eine deutsche Synchronsprecherin.

## Leben
Sie arbeitete nach ihrer Sprecherausbildung in Hamburg für deutsche Fernsehsender (RTL, RTL II, Super-RTL) und in TV-Spots. Sie ist unter anderem die deutsche Stimme von Son-Gokus Ehefrau Chichi in der japanischen Animeserie Dragonball, die der Rangiku Matsumoto in Bleach, die der Wanda in der Zeichentrickserie Cosmo und Wanda – Wenn Elfen helfen und die der Lust in Fullmetal Alchemist und Fullmetal Alchemist: Brotherhood. Welter leiht noch vielen anderen Figuren in diversen Zeichentrickfilmen und -serien sowie in Computerspielen ihre Stimme. Sie ist die Synchronsprecherin der US-amerikanischen Schauspielerin Annabella Sciorra. Daneben hatte Ilya Welter einige Theaterengagements in Hamburg und Hannover.
Von 2001 bis 2024 sprach sie in der Hörspielserie Geisterjäger John Sinclair die Sekretärin Glenda Perkins.
Sie ist mit dem Synchronsprecher Volker Wolf verheiratet. Ihre Tochter Annabel Wolf ist auch im Synchrongewerbe aktiv.